# Superman (filmový seriál)
Superman je americký akční sci-fi filmový seriál z roku 1948 režisérů Spencera Gordona Benneta a Thomase Carra, vyrobený studiem Columbia Pictures. Jedná se o první hranou adaptaci superhrdinských komiksů o Supermanovi. Černobílý filmový seriál, který byl rozdělen do patnácti částí, měl premiéru 5. ledna 1948, v titulní roli se představil Kirk Alyn. V roce 1987 byl seriál vydán na VHS, na DVD vyšel v roce 2006 v souboru nazvaném Superman – The Theatrical Serials Collection, který obsahuje také druhý supermanovský seriál Atom Man vs. Superman.

## Příběh
Malý Superman je svými rodiči poslán ze své rodné planety Krypton, který je zničena, na Zemi. Zde se ho ujmou manželé Kentovi, kteří ho pojmenují Clark. Po jejich úmrtí se jako dospělý přestěhuje do města Metropolis, kde začne pracovat jako reportér. Jako Superman i jako novinář se musí se svými pracovními kolegy z novin Daily Planet, reportérkou Lois Lane, fotografem Jimmym Olsenem a šéfredaktorem Perrym Whitem, vypořádat s plánem, který zosnovala Spider Lady.

## Obsazení
- Kirk Alyn jako Clark Kent / Superman
- Noel Neill jako Lois Lane
- Pierre Watkin jako Perry White
- Tommy Bond jako Jimmy Olsen
- Carol Forman jako Spider Lady
- Herbert Rawlinson jako doktor Graham
- Forrest Taylor jako profesor Leeds
- Nelson Leigh jako Jor-El
- Luana Walters jako Lara
- Edward Cassidy jako Eben Kent
- Virginia Caroll jako Martha Kent